# Loch Lochy
Loch Lochy, schottisch-gälisch: Loch Lòchaidh, ist ein Süßwassersee in den schottischen Highlands. Administrativ gehört er zur Council Area Highland beziehungsweise zur traditionellen Grafschaft Inverness-shire. Loch Lochy bildet den westlichen Abschluss der Seen des Great Glens. Loch Lochy darf nicht mit Loch Loch in Perth and Kinross verwechselt werden.
Ähnlich dem Ungeheuer des nahegelegenen Loch Ness wurde 1929 in Loch Lochy ein einem Plesiosaurier ähnelndes Ungeheuer gesichtet, das Lizzy (auch Lizzie) genannt wird.

## Beschreibung
Der langgezogene Loch Lochy erstreckt sich über eine Länge von 16 Kilometern zwischen den Ortschaften Laggan im Nordosten und Gairlochy im Südwesten. Er weist eine Breite von höchstens 2,1 Kilometern auf. Der Kaledonische Kanal verbindet Loch Lochy mit dem im Nordosten folgenden Loch Oich. Am südwestlichen Ende fließt der Lochy ab, der nach einem Lauf von rund 16 Kilometern in den Meeresarm Loch Linnhe entwässert. Parallel dem Lochy ist der Kaledonische Kanal geführt, der 200 nordwestlich des Abfluss des Lochy aus Loch Lochy abfließt.
Der See liegt auf einer Höhe von 33 Metern über dem Meeresspiegel. Loch Lochy weist eine Fläche von 17,2 Quadratkilometern auf. Aus seiner langgezogenen Form ergibt sich ein Umfang von 39 Kilometern. Trotz seiner geringen Breite besitzt Loch Lochy eine maximale Tiefe von 161,8 Metern und eine durchschnittliche Tiefe von 69,8 Metern. Er besitzt ein Volumen von 1,2 Kubikkilometern, das sich aus einem 37.244 Hektar umfassenden Einzugsgebiet speist.